# Hugo Münsterberg

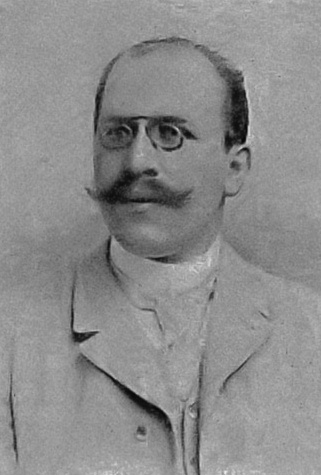
Hugo Münsterberg

Hugo Münsterberg (1. června 1863, Gdaňsk – 16. prosince 1916) byl německo-americký filozof a psycholog, představitel bádenské novokantovské školy. Věnoval se problémům filozofie hodnot. Byl průkopníkem pracovní, experimentální a klinické psychologie. Také byl zastáncem behaviorismu, zkoumal význam modliteb a postavil problém efektivity výpovědí očitých svědků. Pomohl redefinovat wundtovskou psychologii do její modernější podoby. Od roku 1910 se zaměřil na aplikaci psychologie na průmyslovou výrobu. Byl profesorem Harvardovy univerzity.

## Život
Narodil v Gdaňsku, který byl tehdy německým městem. Jeho otec, Moritz Munsterberg, pracoval jako obchodník se dřevem, nakupoval dřevo v Rusku a v Anglii ho pak prodával. Jeho matka, Anna Munsterbergová, byla umělkyní, která si i přes péči o své čtyři syny našla čas pro kresby a malby. Díky atmosféře otevřenosti a úcty k umění prožil šťastné a bezstarostné dětství.
Školku i základní školu absolvoval v rodném Gdaňsku. Jako dvanáctiletému mu zemřela matka. V roce 1882 maturoval na gymnáziu v Gdaňsku a rozhodl se vyrazit do světa. Zapsal se na semestr na Ženevské univerzitě, kde si zlepšil nejen francouzštinu, ale i znalosti literatury. V září téhož roku se začalo jeho systematické studium, a to na Univerzitě v Lipsku, kde začal v oblasti sociální psychologie a kde ho později zlákala medicína. V roce 1883 navštěvoval přednášky Wilhelma Wundta, které ho okouzlily natolik, že se rozhodl zasvětit svůj život psychologii. Vstoupil do týmu známé první psychologické laboratoře v Lipsku. V roce 1885 získal titul PhD ze psychologie a o dva roky později dokončil studium medicíny v Heidelbergu. Později v roce 1891 získal profesuru a zúčastnil se první mezinárodní konference v Paříži, kde se poprvé setkal s dalším průkopníkem psychologie Williamem Jamesem. Od té doby byli ve stálém spojení několik let. James byl natolik okouzlen Munsterbegovým géniem, že ho v roce 1892 pozval na tři roky na Harvard, aby řídil pschologickou laboratoř. Byl natolik úspěšným učitelem, že dostal trvalou nabídku působit na Harvardu jako profesor. V roce 1898 byl zvolen prezidentem American Psychological Association (APA). Se svými studenty sestrojil množství vynalézavých testů, kterými testovali personál v amerických továrnách.

## Dílo
Věnoval se zejména pracovní psychologii, v níž dodržoval přísně experimentální orientaci. Zaměřil se na problémy s monotónností práce, pozorností a únavou. Zajímaly ho i psychologické a sociální dopady na výkonnost a účinnost reklamy a rozvoj ekonomické psychologie. Napsal: "Stimulovat práci je jediným cílem této studie". Také věděl, že další rozpracování pracovní psychologie bude muset stavět na spolupráci. Povaha výše zmíněných problémů bude vyžadovat relativně velký počet subjektů, které budou podrobeny experimentálnímu testování. Často zdůrazňoval důležitost tohoto faktu ve svých výzkumech. Poznatky z oblasti pracovní psychologie shrnul do své nejvýznamnější knihy Psychology and Industrial Efficiency (Psychologie a efektivnost průmyslu).